# Сан Исидро (Порторико)
Сан Исидро (шп. San Isidro) град је у америчкој острвској територији Порторико, острвској држави Кариба.

## Демографија
По попису из 2010. године број становника је 6.828, што је 1.243 (-15,4%) становника мање него 2000. године.
| Група             | 2000.         | 2010.         |
| Белци             | 25 (0,3%)     | 39 (0,6%)     |
| Афроамериканци    | 1.979 (24,5%) | 2.201 (32,2%) |
| Азијати           | 16 (0,2%)     | 14 (0,2%)     |
| Хиспаноамериканци | 8.031 (99,5%) | 6.746 (98,8%) |
| Укупно            | 8.071         | 6.828         |